# Alto del Buey
El Alto del Buey es una montaña ubicada en el departamento colombiano del Chocó, en la parte noroeste del país, a 400 km al oeste de la capital, Bogotá. La cima del Alto del Buey está a 1.046 metros sobre el nivel del mar, o 453 metros sobre el terreno circundante. El ancho en la base es de 17,2 km.
El terreno alrededor del Alto del Buey es sobre todo rocoso. El punto más alto en la vecindad es de 1.121 metros sobre el nivel del mar, 19,4 km al norte de la montaña. El Alto del Buey está escasamente poblado, con 18 habitantes por kilómetro cuadrado. No hay comunidades cercanas. En los alrededores de Alto del Buey, crece principalmente bosque caducifolio perennifolio.
El clima de selva tropical prevalece en la zona. La temperatura media anual es de 20 °C. El mes más cálido es marzo, cuando la temperatura promedio es de 22 °C, y el más frío es diciembre, a 19 °C. La pluviosdad anual promedio es de 5,737 milímetros. El mes más lluvioso es mayo, con un promedio de 587 mm de precipitación, y el más seco es febrero, con 371 mm de lluvia.